# تريفور لويد
تريفور لويد (بالإنجليزية: Trevor Lloyd)‏ هو رسام كارتون ورسام نيوزيلندي، ولد في 21 ديسمبر 1863 في Silverdale, Auckland ‏ في نيوزيلندا، وتوفي في 11 سبتمبر 1937 في أوكلاند في نيوزيلندا.